# 拉科沃
48°41′32″N 22°38′19″E / 48.69222°N 22.63861°E
拉科沃（烏克蘭語：Раково）是烏克蘭西部的村莊，隸屬外喀爾巴阡州的烏日霍羅德區。該村面積21.85平方公里，海拔高度231米，2001年人口784，人口密度每平方公里35.88人。